# Sarcophyton stolidotum
Sarcophyton stolidotum är en korallart som beskrevs av Verseveldt 1971. Sarcophyton stolidotum ingår i släktet Sarcophyton och familjen läderkoraller. Inga underarter finns listade i Catalogue of Life.